# Belenois gidica
Belenois gidica is een dagvlinder uit de familie van de Pieridae, de witjes. Belenois gidica komt verspreid voor in het Afrotropisch gebied. De spanwijdte bedraagt 40 tot 55 millimeter. Het mannetje kan verward worden met Belenois aurota, maar heeft een puntiger voorvleugel.

## Taxonomie
Men onderscheidt de volgende ondersoorten:
- Belenois gidica gidica (Godart, 1819) (van West-Afrika tot Angola en Congo-Kinshasa)
- Belenois gidica abyssinica (Lucas, 1852) (Oost-, Centraal- en Zuidelijk Afrika)
- Belenois gidica hypoxantha (Ethiopië)

## Waardplanten
De waardplanten van Belenois gidica komen uit de geslachten Boscia, Capparis en Maerua.